# 柴野徹夫
柴野 徹夫（しばの てつお、1937年 - 2020年 ）は、日本のジャーナリスト。

## 経歴
京都市生まれ。1959年より京都教職員組合専従書記。1960年、仲間とともに季刊雑誌『ぼくらを見てくれ』を創刊、やがて「書かせ屋テツ」のあだ名がつくほど編集に夢中になる。
1973年、「赤旗」採用試験を受け記者になる。連載「日本の貧困」の取材では、持ち帰り弁当店の臨時店員になり、客に話を聞くことから始めた。原発の取材に力を注ぎ、危険な仕事に従事する日雇い労働者の存在、敦賀原発の事故隠し、原発に巣くうやくざの実態、札束攻勢に心を荒廃させる住民の姿などをスクープした。心を許しあった下請け労働者から危険を冒しての内部資料提供を受けることもあり、原発下請労組の結成のため奔走もした。1981年、「敦賀原発事故スクープ」により「赤旗」原発取材班小林由知、松橋隆司とともに第24回日本ジャーナリスト会議奨励賞を受賞。
1987年、フリーランスになる。1995年、進行性胃癌と診断され、全摘手術を受ける。退院後、ジャーナリストの仕事を続けながら、大津市仰木の里の仕事場に「非営利・自力出版支援工房」と名づけた「山猫軒書房」を立ち上げ書物を編集・出版、また隔月の「山猫軒シンポ」を主宰している。2004年9月の「憲法9条・メッセージ・プロジェクト」（代表安斎育郎）発足にかかわり、編集統括を務める。
妻は看護師、エッセイストの宮内美沙子。

## 著作
- 『原発のある風景』上・下、未来社、1983年 ISBN 978-4-624-41038-4、ISBN 978-4-624-41039-1
- 菅沼副夫との共著『日本の貧困』新日本出版社、1983年5月 ISBN 978-4-406-00951-5
- 『そこに原発があるけれど』あけび書房、1988年10月 ISBN 4-900423-35-1
- 柴野徹夫原作、向中野義雄画、中島篤之助・角田道生監修『まんが原発列島』大月書店、1989年5月 ISBN 4-272-33018-7、2011年4月に増補版 ISBN 978-4-272-33066-9
- いずぶちときことの共著『京の花いちもんめ : ルポ・古都つぶしに立ち向かう市民』機関紙共同出版、1989年6月 ISBN 4-87668-062-0
- 松浦総三・村山淳彦・内野信幸との共著『ルポルタージュは世界を動かす ジョン・リードから現代へ』大月書店、1990年4月 ISBN 978-4-272-33021-8
- 『僕らが医者をやめない理由 : わが街と生きる』労働旬報社、1990年9月 ISBN 4-8451-0145-9
- 本島等・森村誠一との共著『私たちは戦争が好きだった : 被爆地・長崎から考える核廃絶への道』朝日新聞社、朝日文庫、2000年12月 ISBN 4-02-261310-6
- 柴野徹夫著、安斎育郎協力『明日なき原発―「原発のある風景」』（増補新版）、未来社、2011年6月 ISBN 978-4-624-41092-6